# Campeonato Mundial de Esgrima de 1957
O Campeonato Mundial de Esgrima de 1957 foi a 27ª edição do torneio organizado pela Federação Internacional de Esgrima (FIE). O evento foi realizado em Paris, França. 

## Resultados
Os resultados foram os seguintes. 
Masculino
| Evento             | Ouro | Prata | Bronze |
| Espada individual  | França · Armand Mouyal                                                                                                   | Hungria · Gurgy Baranyi                                                                                         | Itália · Franco Bertinetti                                                                                                 |
| Espada por equipe  | Itália · Giorgio Anglesio · Franco Bertinetti · Giuseppe Delfino · Gianluigi Saccaro · Carlo Pavesi · Alberto Pellegrino | Hungria · Lajos Balthazár · Árpád Bárány · Barnabás Berzsenyi · Ferenc Czvikovszky · Tamás Gábor · István Kausz | Reino Unido · Raymond Harrison · Henry Hoskyns · Michael Howard · Allan Jay · John Pelling · Ralph Sproul-Bolton           |
| Florete individual | Hungria · Mihály Fülöp                                                                                                   | União Soviética · Mark Midler                                                                                   | Reino Unido · Allan Jay |
| Florete por equipe | Hungria · Ferenc Czvikovszky · Mihály Fülöp · József Gyuricza · Jenő Kamuti · Endre Tilli                                | França · Claude Bancilhon · Bernard Baudoux · Roger Closset · René Coicaud · Christian d'Oriola · Claude Netter | Itália · Aldo Aureggi · Giancarlo Bergamini · Luigi Carpaneda · Vittorio Lucarelli · Alberto Pellegrino · Antonio Spallino |
| Sabre individual   | Polónia · Jerzy Pawłowski                                                                                                | Hungria · Rudolf Kárpáti                                                                                        | Hungria · Tamás Mendelényi                                                                                                 |
| Sabre por equipe   | Hungria · Aladár Gerevich · Zoltán Horváth · Rudolf Kárpáti · Pál Kovács · József Szerencsés · Tamás Mendelényi          | União Soviética · Yevgueni Cherepovski · Lev Kuznetsov · Leonid Leitman · Yakov Rylski · David Tyshler          | Polónia · Jerzy Pawłowski · Wojciech Zabłocki · Zygmunt Pawlas · Andrzej Piątkowski · Marian Kuszewski · Jerzy Twardokens  |

Feminino
| Evento             | Ouro | Prata                                                                                        | Bronze                                                                                               |
| Florete individual | União Soviética · Alexandra Zabelina                                                                                  | Alemanha Ocidental · Heidi Schmid                                                            | Itália · Irene Camber                                                                                |
| Florete por equipe | Itália · Cristiana Bortolotti · Irene Camber · Velleda Cesari · Bruna Colombetti · Leopolda Predaroli · Jenny Zanelli | Alemanha Ocidental · Helmi Höhle · Ilse Keydel · Else Ommerborn · Heidi Schmid · Helga Stroh | Áustria · Waltraut Ebert · Helga Gnauer · Maria Grötzer · Luise Gruss · Helga Kathlein · Ellen Preis |

## Quadro de medalhas
País sede
| Ordem | País               | Medalha de ouro | Medalha de prata | Medalha de bronze |    |
| ----- | ------------------ | --------------- | ---------------- | ----------------- | -- |
| 1     | Hungria            | 3               | 3                | 1                 | 7  |
| 2     | Itália             | 2               |                  | 3                 | 5  |
| 3     | França             | 1               | 1                |                   | 2  |
|       | União Soviética    | 1               | 1                |                   | 2  |
| 5     | Polónia            | 1               |                  | 1                 | 2  |
| 6     | Alemanha Ocidental |                 | 2                |                   | 2  |
| 7     | Estados Unidos     |                 | 1                |                   | 1  |
| 8     | Grã-Bretanha       |                 |                  | 2                 | 2  |
| 9     | Áustria            |                 |                  | 1                 | 1  |
| TOTAL | TOTAL              | 8               | 8                | 8                 | 24 |